# Заблуждение о неизменном объёме работ
Заблуждение о неизменном объёме работ (англ. lump of labour fallacy) — концепция в экономической теории, суть которой заключается в том, что объём доступных работ является фиксированным. Многие экономисты считают данное утверждение заблуждением, полагая, что объём работ не является статическим, несмотря на то, что с течением времени само утверждение нередко наталкивалось на противоречия и нелогичность. Существует также мнение, что спрос на рабочую силу является экзогенной переменной, хотя спрос на рабочую силу и не является таковым.
Исторически предпосылками возникновения утверждения является опровержение мнения, что уменьшение рабочего времени приводит к снижению безработицы. Вместе с тем, данный термин также применяется для описания общераспространённого убеждения, что повышение производительности труда и увеличение иммиграции вызывают безработицу. Несмотря на то, что некоторые утверждают, что иммигранты вытесняют отечественных рабочих, другие считают это заблуждением, доказывая, что такое мнение основывается на убеждении, что количество рабочих мест является фиксированным, в то время как в действительности иммиграция увеличивает масштабы экономики, таким образом приводя к созданию новых рабочих мест.

## Происхождение
Первоначально данная концепция применялось для опровержения утверждения, что снижение количества часов, отведённых рабочим на один рабочий день, неизбежно снижает уровень безработицы. Данное положение базируется на том, что количество требуемого рабочего времени в день является постоянной. Если предположить, что снижается количество ежедневного рабочего времени каждого отдельного лица, то это приводит к снижению производительности труда. Возникающая разница между постоянной величиной рабочего времени и снижением производительности должна быть компенсирована за счёт найма дополнительных рабочих. Следовательно, подобная стратегия повышает уровень занятости.
Противники концепции неизменного объёма работы указывают, что во всех исторически сложившихся экономиках мира количество рабочего времени в день всегда зависело и зависит от колебания цен. Следовательно, вышеприведённое утверждение является неприемлемым в современной экономической науке при описании процессов, происходящих в реальном мире.

## Экономический анализ
Проблему неизменного объёма работ, так же как и влияние технического прогресса на занятость, можно проиллюстрировать с помощью простых инструментов экономической теории посредством проведения различия между эффектом замещения и эффектом масштаба с учётом изменений условий найма. Эффект замещения рассматривает последствия для занятости с учётом уровня производства, а эффект масштаба рассматривает последствия изменения в затратах на производство путём влияния последнего на уровень производства. В случае сокращения рабочего времени возможны два противоположных эффекта: учитывая уровень располагаемой технологии, потребуется больше рабочих для производства заданного количества продукции, которое, однако, может быть компенсировано эффектом масштаба. Таким образом, априори невозможно определённо утверждать, что снижение рабочего времени приведёт к однозначному увеличению либо уменьшению количества сотрудников.
Очевидно, что эффект масштаба зависит от заработной платы и прочих условий найма. Например, удержание месячной заработной платы на неизменном уровне при одновременном снижении рабочего времени приводит к увеличению затрат на производство, что создаёт отрицательный эффект масштаба для занятости. Но если заработная плата снижается до такой степени, чтобы компенсировать последствия снижения рабочего времени для издержек производства, эффект масштаба может быть нейтрализован, оставляя при этом действие эффекта замещения. Другой способ заключается в изменении условий найма таким образом, чтобы они компенсировали бы последствия снижения рабочего времени для издержек производства.
Так, сокращение рабочего времени во Франции сопровождалось увеличением количества рабочих смен, что позволило в некоторой степени компенсировать издержки производства вследствие уменьшения рабочего времени. С помощью подобных аналитических средств можно также рассмотреть влияние технического прогресса на занятость.
Как показывает опыт, невероятный рост производительности труда, вызванной техническим прогрессом в связи с промышленной революцией, привело к доминированию эффекта масштаба, что способствовало значительному увеличению реальной заработной платы и снижению рабочего времени.

## Иммиграция
Заблуждение о неизменном объёме работ в последнее время стало причиной забот о вопросах иммиграции и занятости. Учитывая фиксированное количество рабочих мест, сторонники концепции утверждает, что допущение иммиграции людей в трудовом возрасте снижает доступность рабочих мест для отечественных рабочих («они забирают наши рабочие места»).
Контраргументом концепции являются следующие положения: во-первых, иммиграция квалифицированных работников способна увеличивать потенциальные возможности отечественной экономики (например, в научно-исследовательской деятельности); во-вторых, рабочие-иммигранты способны создавать дополнительные рабочие места, тем самым приводя к расширению экономики и дальнейшему увеличению рабочих мест как непосредственным (например, занятие предпринимательской деятельностью, требующей местной рабочей силы или услуги рабочих производителей), так и косвенным образом (например, рост численности населения приводит к дополнительному спросу, что само собой требует дополнительную рабочую силу).